# Купцов, Павел Сергеевич
Па́вел Серге́евич Купцо́в (бел. Павел Сяргеевіч Купцоў; 6 января 1998, Могилёв) — белорусский футболист, нападающий клуба «Горки».

## Карьера

### Клубная
Воспитанник могилёвского «Днепра». Профессиональную карьеру начал в составе родного клуба, выступая за дубль. Дебютировал в первой команде в домашнем матче заключительного тура чемпионата Беларуси 2014 против «Слуцка», выйдя на замену на 69-й минуте вместо Александра Гаврюшко. Павел стал самым молодым участником чемпионата в составе своей команды. В апреле 2016 года покинул команду. С июня выступал за «Торпедо».
В 2018 году перешёл в клуб «Горки».

### В сборной
Выступал за юношескую сборную Беларуси, которой помог пробиться в элитный раунд чемпионата Европы 2015, забив один гол в ворота юношеской сборной Уэльса.

## Статистика
| Клуб              | Сезон            | Лига             | Лига | Лига | Кубки | Кубки | Еврокубки | Еврокубки | Итого | Итого |
| Клуб              | Сезон            | Турнир           | Игры | Голы | Игры  | Голы  | Игры      | Голы      | Игры  | Голы  |
| ----------------- | ---------------- | ---------------- | ---- | ---- | ----- | ----- | --------- | --------- | ----- | ----- |
| Днепр (Могилёв)   | 2014             | Высшая лига      | 1    | 0    | 0     | 0     | 0         | 0         | 1     | 0     |
| Днепр (Могилёв)   | 2015             | Первая лига      | 7    | 0    | 0     | 0     | 0         | 0         | 7     | 0     |
| Торпедо (Могилёв) | 2016             | Вторая лига      | 6    | 0    | 0     | 0     | 0         | 0         | 6     | 0     |
| Горки             | 2018             | Вторая лига      | 24   | 1    | 1     | 0     | 0         | 0         | 25    | 1     |
| Горки             | 2019             | Вторая лига      | 24   | 4    | 1     | 0     | 0         | 0         | 25    | 4     |
| Горки             | 2020             | Вторая лига      | 22   | 2    | 0     | 0     | 0         | 0         | 22    | 2     |
| Всего за карьеру  | Всего за карьеру | Всего за карьеру | 84   | 7    | 2     | 0     | 0         | 0         | 86    | 7     |